# Astylosternus occidentalis
Astylosternus occidentalis е вид жаба от семейство Arthroleptidae. Видът не е застрашен от изчезване.

## Разпространение
Разпространен е в Гвинея, Кот д'Ивоар, Либерия и Сиера Леоне.